# Peucedanum oreoselinum
Espèce
Classification phylogénétique
Synonymes
- Oreoselinum majus Garsault[1]
- Oreoselinum nigrum Delarbre[2]

Peucedanum oreoselinum, le Peucédan des montagnes, est une espèce de plantes à fleurs de la famille des Apiaceae et du genre Peucedanum. C'est une plante herbacée trouvée en Europe incluant la France. 

## Description
Peucedanum oreoselinum se développe comme une plante herbacée vivace (hémicryptophyte) et atteint des hauteurs de croissance allant jusqu'à 1 mètre. La tige ramifiée est au moins un peu rougie au niveau des nœuds. Les feuilles sont pennées deux à trois fois. Les pennes, comme les folioles, se détachent à angle droit, l'axe des feuilles et les pennes ne se trouvent pas dans un même plan. L'axe de la feuille est plié angulairement aux nœuds. Les sections des pennes sont ovales en forme de coin et sont lâches, les plumes terminales sont de trois à cinq lobes.
La période de floraison s'étend de juillet à août. Des inflorescences doubles se forment. Les pétales sont blanches (rarement roses). Le fruit est arrondi ou ovoïde, généralement de 4,5 à 5,5 mm de long et environ 4 mm de large. La nervure marginale est environ deux fois moins large que la coque.
Le nombre de chromosomes de l'espèce est 2n = 22.

## Répartition
Peucedanum oreoselinum est présente dans le sud et le centre de l'Europe, rarement en Espagne et au Portugal, et du nord au sud de la Suède et dans les régions baltes. Sa zone s'étend vers l'est jusqu'à la Russie (Volga). Elle est présente dans les pays suivants : Portugal, Espagne, Andorre, France, Allemagne, Danemark, Suède, République tchèque, Pologne, Lituanie, Lettonie, Estonie, Russie européenne, région du Caucase, Biélorussie, Ukraine, Moldavie, Roumanie, Autriche, Italie et la Suisse, le Liechtenstein, la Slovénie, la Croatie, la Hongrie, la Serbie, la Bosnie-Herzégovine et le Monténégro.
Elle est un élément floral des climats tempéré, subméditerranéen et continental. Peucedanum oreoselinum pousse dans des endroits ensoleillés, calcaires, secs à moyennement secs. Elle préfère les sols meubles (sable, loess, etc.), rarement sur des sols calcaires solides ou calcaires altérés riches en squelettes. Elle est présente dans les prairies vivaces basses à la lisière des forêts, sur les talus, également sur les barrages et à mi-ombre des peuplements de pins.

## Médecine
Peucedanum oreoselinum a une vertu expurgative.

## Parasites
La fleur a pour parasites Eupithecia extraversaria (en), Eupithecia selinata, Eupithecia trisignaria (en), Eupithecia pimpinellata (en), Eupithecia tripunctaria (en), Phaiogramma etruscaria, Eupithecia centaureata, Epermenia farreni (en), Depressaria depressana (en), Sitochroa palealis (en), Lasioptera carophila, 
Aphis grosmannae (sv). Le fruit a pour parasites Aethes dilucidana (en), Liriomyza oldenbergi (sv), Kiefferia pericarpiicola. La feuille a pour parasites Strongylocoris niger, Brachycoleus decolor, Zygaena cynarae (en), Saturnia pavonia, Papilio machaon, Megalodontes thor (nl), Agonopterix ciliella (en), Agonopterix selini (en), 
Agonopterix parilella (en), Epermenia petrusellus (en), Erysiphe heraclei, Plasmopara peucedani, Semiaphis cervariae (sv), Jaapiella buhri (nl), 
Macrolabis heraclei (sv), Macrolabis incognita (sv), Aceria peucedani, Taphridium umbelliferarum (sv), Puccinia oreoselini. La tige a pour parasite Lixus cylindrus.